# 26-й окремий стрілецький батальйон (Україна)
26-й окремий стрілецький батальйон (26 ОСБ, в/ч А4028) — підрозділ у складі Сухопутних військ Збройних сил України.
Під час широкомасштабного вторгнення військовослужбовці виконували завдання у Києві, Козельці, Великій Новосілці, Золотій Ниві, Авдіївці, Степовому, Бердичах, Глухові, Городні.

## Історія
На самому початку широкомасштабного російського вторгнення в Україну, яке розпочалося 24 лютого 2022 року, у м. Києві з киян-добровольців було сформовано 26-й окремий стрілецький батальйон. Бійці батальйону проходили навчання, готуючись для ведення бойових дій в обороні.
У грудні 2022 року почав виконувати бойові завдання на Донеччині.
На січень 2023 року перебував у підпорядкуванні 68-ї єгерської бригади.
На початок 2023 року батальйон тримав позиції неподалік Шахтарського,[уточнити] Новодонецького.[уточнити]
У серпні 2023 року брав участь у контрнаступі в районі Урожайного.
На жовтень 2023 року вів бої в районі Степового під Авдіївкою.
На липень 2024 року підпорядковувався 47-й механізованій бригаді.

## Втрати
1. 24.02.2023 — Семілетков Григорій[11][12]
2. 08.03.2023 — Бульба Володимир. Загинув в районі Вугледара Донецької області.
3. 08.03.2023 — Ткаченко Олег («Ткач»), молодший сержант, командир відділення зв'язку. Загинув поблизу села Золота Нива, Волноваського району, Донецької області.[13]
4. 13.03.2023 — Чернишенко Сергій.[14][12]
5. 13.06.2023 — Крижанівский Артем.[15][16]
6. 17.06.2023 — Мовчанюк Павло («Фауст»), гранатометник 2 стрілецкої роти. Загинув поблизу с. Золота Нива, Волноваського р-ну, Донецької області.[17][18]
7. 09.07.2023 — Філіп (Дєдковський) Віннер.[19][20][21][22][23][24]
8. 06.09.2023 — Володько Володимир. Загинув поблизу с. Шахтарське, Волноваського району, Донецької області.[25]
9. 09.09.2023 — Самелюк Сергій. Загинув в районі с. Золота Нива Донецької області.[26]
10. 19.09.2023 — Микола Дзезенко («Барс»), солдат, зазнав мінно-вибухової травми поблизу с. Золота Нива,  Донецької області. Помер через 3 дні у лікарні.[27]
11. 20.10.2023 — Войтенко Олександр («Історик»), мл.сержант, командир відділення. Загинув під Авдіївкою, біля АКХЗ.[28]
12. 24.10.2023 — Калиняк Антон, лейтенант. Загинув поблизу с. Сєверне Покровського р-ну Донецької обл.[29][30]
13. 27.10.2023 — Паращук Максим («Лунтік»), старший солдат. Загинув під час штурму ворожих позицій в районі міста Авдіївка на Донеччині.[31]
14. 27.10.2023 — Євген Гладченко («Спонсор»), молодший сержант, командир відділення. Загинув в с.  Степове Донецької області.[32][33][34]
15. 02.11.2023 — Артеменко Андрій («Малой»), солдат, кулеметник. Загинув в с.  Степове Донецької області.[35]
16. 02.11.2023 — Медведєв Андрій, солдат, стрілець-гранатометник 3 роти. Загинув в с.  Степове Донецької області.[36]
17. 07.11.2023 — Литвин Антон («Тоха»), кулеметний взвод. Загинув в районі с. Бердичі Донецької області.[37][38][39]
18. 07.11.2023 — Гринчук Юрій («Кактус»), старший лейтенант, командир кулеметного взводу. Загинув поблизу с.Бердичі, Покровського району, Донецької області.[40]
19. 10.11.2023 — Жевненко Євген, солдат, гранатометник 3 роти. Загинув поблизу с.Степове, Покровського р-ну, Донецької області. [41][42]
20. 23.11.2023 — Романюк Віталій, молодший сержанк, командир відділення кулеметного взводу. Загинув в с.Степове, Покровського району, Донецької області.[43][44][45]
21. 23.11.2023 — Яременко Олександр («Бумер»), капітан, командир 2 роти. Загинув в с.Степове, Покровського району, Донецької області.[46]
22. 25.11.2023 — Якубовський Віктор («Рижий»), загинув поблизу с. Степове Покровського р-ну, Донецької обл.[47]
23. 25.11.2023 — Васін Павло, водій кулеметного взводу 1 стрілецької роти. Загинув в с. Степове Донецької області.[48]
24. 25.11.2023 — Ткачук Сергій («Серж»), старший лейтенант, командир кулеметного взводу, ТВО командира роти. Загинув під Авдіївкою, біля АКХЗ.[49]
25. 05.12.2023 — Полонський Ігор («Князь»), головний сержант, стрілець-зенітник. Загинув поблизу с. Степове Донецької області.[50]
26. 05.12.2023 — Заболотний Микола, старший солдат, водій кулеметного взводу. Загинув поблизу с. Степове Донецької області.[51]
27. 30.12.2023 — Соловецький Максим, водій 1 роти. Загинув поблизу с. Степове Донецької області.[52][53]
28. 30.12.2023 — Тельпов Володимир («Дюшес»), сержант, механік відділення технічного обслуговування автомобільної техніки взводу технічного забезпечення. Загинув на позиції «ТЯЖКА» поблизу с. Степове Донецької області.[54]
29. 01.01.2024 — Чеботков Петро («Шахтар»), молодший сержант, командир відділення. Загинув поблизу с. Степове Донецької області.[55]
30. 25.02.2024 — Реут Олексій. Загинув поблизу с. Степове Донецької області.[56]
31. 25.02.2024 — Філіппов Артем («Тьомич»), протитанковий взвод. Загинув поблизу с. Бердичі Донецької області.[57]
32. 25.02.2024 — Крутень Віктор («Вольф»), кулеметник 2 роти. Загинув поблизу с. Бердичі Донецької обл. [58]
33. 25.02.2024 — Михайленко Олександр, солдат, стрілець 1 роти. Загинув поблизу с. Бердичі Донецької обл.[59][60]
34. 16.03.2024 — Задорожній Андрій, старший солдат, гранатометник. Загинув поблизу с. Бердичі Донецької обл.[61]
35. 17.03.2024 — Ріпка Сергій, старший солдат, стрілець 1 роти. Поблизу с. Бердичі, Покровського р-ну, Донецької області внаслідок артилерійського обстрілу, отримавши поранення несумісні з життям.[62]
36. 06.04.2024 — Різник Олександр, солдат, кулеметник 3 роти. Загинув поблизу с. Бердичі, Покровського р-ну, Донецької області. [63]
37. 10.04.2024 — Хомич Володимир («Луцкі»), старший солдат, номер обслуги мінометного взводу. Загинув поблизу с. Бердичі, Покровського р-ну, Донецької області.[64]

## Традиції

### Символіка
За основу нарукавного знаку батальйону взято сюжет первісного герба міста Києва, вживаного у період від кінця XV до середини XVII ст.: з хмари виходять дві руки, які натягують лук зі стрілою. Цей варіант герба використовувався зокрема на кількох міських печатках протягом цього періоду, згодом видозмінився на зображення арбалета (куші).
Чорні схрещені мушкети вказують на специфіку діяльності військової частини і є об'єднуючим знаком для стрілецьких батальйонів. Золотий лук із срібною стрілою, який напинають дві золоті висунуті зі срібної хмари руки, вказують на місце формування військової частини. Нарукавний знак виконано в кольорах, притаманних територіальній геральдиці.

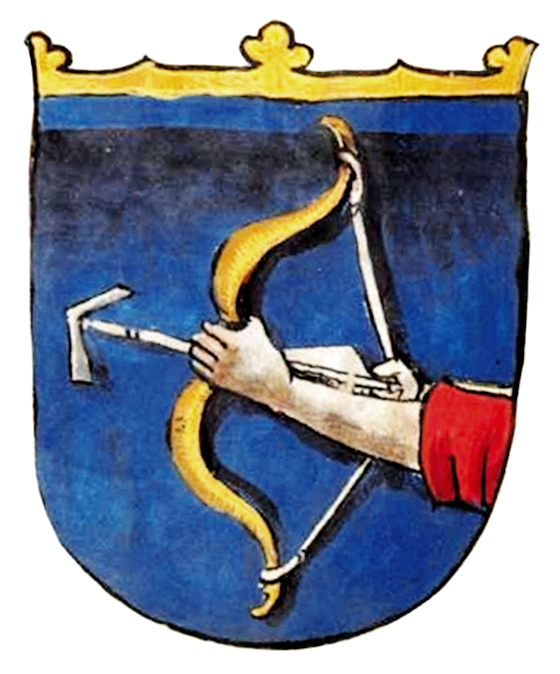
Герб Києва в гербовнику Конрада Ґрюненберґа (1480)
Печатка магістрату (1609–1624)
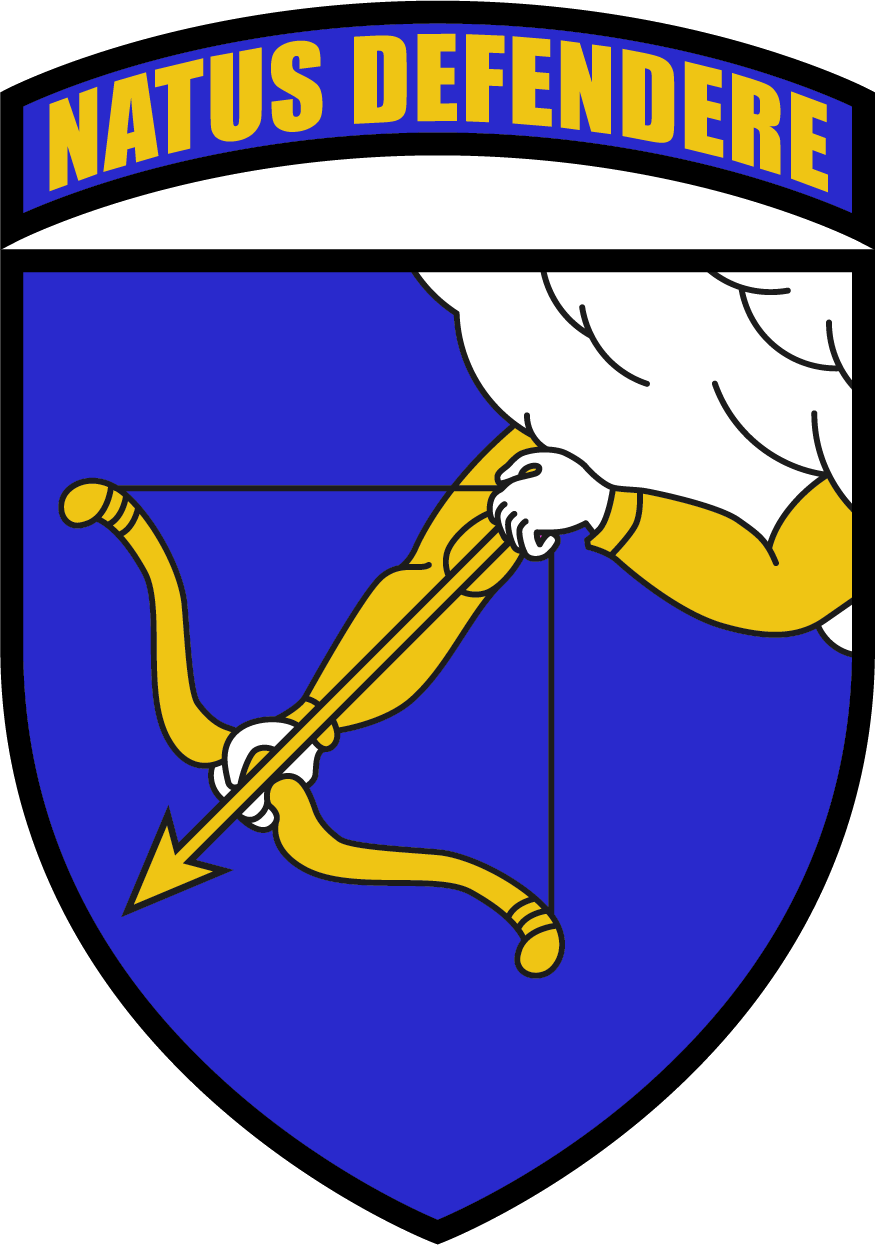
Один з варіантів нарукавного знаку 26 ОСБ
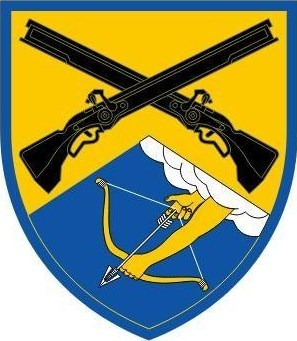
Емблема 26 ОСБ

## Відомі особистості у складі батальйону
- Брюшковський Олег Вікторович — генеральний директор Ліги оборонних підприємств України, заступник командира батальйону.[68][69]
- Володимир Бульба — співзасновник київської музичної школи «Rock School».

## Співпраця з волонтерами
- Фонд Бориса Колеснікова у липні 2022 передав автомобіль швидкої допомоги.[70]
- «Ліга оборонних підприємств України» у січні 2023 передала автомобіль підвищеної прохідності, дрон аеророзвідки, камеру нічного бачення тощо.[68]
- Петро Порошенко та Віталій Гайдукевич передали бійцям 26-го окремого стрілецького батальйону автомобілі ДАФ.[71]
- 5 канал у серпні 2023 передав цифрові рації.[72]